# Uwais-al-Qaranī-Moschee
Die Uwais-al-Qaranī-Moschee (auch Owais-Qarni-Moschee, arabisch مسجد أويس القرني, DMG Masǧid Uways al-Qaranī) war eine schiitische Moschee in der syrischen Stadt ar-Raqqa, die 2014 vom Islamischen Staat zerstört wurde.

## Geschichte
Die Moschee enthielt die Schreine von Ammar bin Jasser und Uwais al-Qaranī, die 657 bei der Schlacht von Siffin – der sich 40 Kilometer westlich von Rakka abspielte – starben.
Die ursprünglichen Gräber befanden sich im Alten Friedhof am Rande der Stadt. 1988 entschieden sich der damalige alawitische Präsident Hafis al-Assad von der Baath-Partei und der oberste „Führer“ des mehrheitlich schiitischen Iran, Ajatollah Chomeini, ein Projekt für die Errichtung einer neuen Moschee um die Schreine herum einzuleiten. Die Arbeiten dafür endeten 2003, und eine Erinnerungsplakette wies auf den aktuellen Staatspräsidenten Baschar al-Assad und den iranischen Amtskollegen Mohammad Chātami für deren Beendigung des Projektes hin.
Die Oweis-Qarni-Moschee wurde am 31. Mai 2014 von der Terrororganisation „Islamischer Staat im Irak und in der Levante“ in die Luft gejagt und komplett zerstört, da sie ein Bauwerk der Schiiten war.